# Цуг (кантон)
Цуг (нім. Zug, фр. Zoug, італ. Zugo, ромш. Zug, лат. Tugium) — німецькомовний кантон у центральній Швейцарії. Адміністративний центр — Цуг. Кантон Цуг є найменшим за площею кантоном Швейцарії.

## Економіка
За рівнем ВВП на душу населення займає перше місце у Швейцарії, орієнтовно 150000 франків на рік. Такий високий рівень доходів вдалося досягти завдяки залученню компаній із усього світу, податок на дохід в цьому кантоні складає 4%.

## Культура
У столиці кантону, в місті Цуг проходить фестиваль йодля. У червні 2023 року пройшов 31-й за рахунком фестиваль.